# Aralihonda, Kalghatgi
Aralihonda là một làng thuộc tehsil Kalghatgi, huyện Dharwad, bang Karnataka, Ấn Độ.